# Homeorheza
Homeorheza (sgr. homoíos – podobny, równy; rhúsis – płynący) – tendencja układu do powrotu do określonej, zmieniającej się w czasie, trajektorii, w przeciwieństwie do tendencji układu do powrotu do określonego stanu, która jest określana jako homeostaza.
Termin ten został wprowadzony do biologii przez C.H. Waddingtona w jego książce "Strategy of the Genes" (1957), w której opisał tendencję rozwijających się lub zmieniających się organizmów do kontynuowania rozwoju lub adaptacji do swojego środowiska i zmiany w kierunku danej trajektorii.